# Пластиковый канал
Пластиковые каналы (также известны как пластиковые желоба или пластиковые лотки) — вариант устройства дренажных систем и ливневых канализаций. Укладываются в грунт вровень с поверхностью и служат для отвода талых и дождевых вод. Могут быть открытого типа или комплектоваться решётками безопасности, которые предотвращают несчастные случаи, а также попадание в систему водоотвода крупных частей мусора.
Каналы, изготовленные из пластика (обычно полиэтилена или полипропилена), имеют небольшую массу, их легко перевозить на любые расстояния, не возникает трудностей при погрузке-разгрузке и установке. При этом они обладают упругостью и жесткостью конструкции, достаточной для сопротивления большим нагрузкам.
Пластиковые каналы используются практически во всех климатических поясах и сферах строительства, кроме территорий с самыми высокими классами нагрузки.
Чаще всего, пластиковые каналы находят применение в загородном жилищном строительстве, при возведении закрытых автомобильных парковок, гаражей, автозаправочных станций.

## Особенности
- способность выдерживать высокие нагрузки

Пластиковый канал имеет упругую структуру, поэтому легко переносит достаточно сильные и резкие удары.
- устойчивость к низким и высоким температурам

При производстве каналов из пластика обычно используется морозостойкий пластик, который выдерживает температуру от −40 до + 95 °C.
- стойкость к воздействию химически активных веществ

Пластик не поддается действию автомобильных антифризов (тосолов), дорожных солей и противогололедных реагентов, других химически активных веществ.
- малый вес

Облегчает транспортировку пластиковых каналов, их погрузку-разгрузку и монтаж.
- гладкая поверхность пластиковых каналов увеличивает их пропускную способность.

- размер (длину) пластиковых каналов можно легко изменить, прямо на месте укоротив (распилив) их.

- в пластиковых каналах предусмотрено несколько вариантов расположения отверстий для стыковки с трубой канализации.

## Производство
Литье пластмасс под давлением 80-140 МПа (800—1400 бар) на литьевых машинах поршневого или винтового типа широко применяется в производстве дренажных систем. В частности, это актуально для изготовления пластиковых каналов. Литье при сверхвысоких давлениях (до 500 МПа) уменьшает остаточные напряжения в материале и увеличивает степень ориентации кристаллизующихся полимеров, что способствует упрочнению материала и обеспечивает большую прочность и гладкую поверхность канала. Стенки из такого пластика имеют значительно лучшую пропускную способность относительно, например, бетонного аналога.
Один из основных плюсов такого изготовления — относительная легкость изделия. Мощное давление в литьевой форме позволяет спрессовать расплав полимера и, тем самым, достичь повышенной плотности и прочности при небольшой толщине стенок и конечной массе канала.